# Bernhard Pfister (Jurist)
Bernhard Pfister (* 17. Juli 1934 in Würzburg; † 4. Mai 2019 in Bayreuth) war ein deutscher Jurist und Hochschullehrer mit der besonderen Spezialisierung auf Sportrecht.

## Werdegang
Nach dem Studium der Rechtswissenschaften in Würzburg und Bonn mit Auslandssemestern in Luxemburg, Madrid, Straßburg, Pavia und kurzer Lehrtätigkeit in Ann Arbor/USA habilitierte Pfister sich 1973 in München bei Werner Lorenz. Er folgte zunächst einem Ruf an die Universität Konstanz und 1981 an die Universität Bayreuth auf den Lehrstuhl Zivilrecht, wo im Wintersemester desselben Jahres eine neue Disziplin für Sportrecht geschaffen wurde, die ihm insbesondere am Herzen lag.
An der Universität Bayreuth prägte Bernhard Pfister die Zivilrecht- und Sportrecht-Wissenschaften durch „maßgebliche dogmatische Basisarbeit“.

## Musik, Sport und Publikationen
Neben seinen juristischen Tätigkeiten pflegte Bernhard Pfister die Musik. Allein 600 Stunden Musik mit großenteils historischen Aufnahmen hat er auf Tonband aufgenommen und katalogisiert. Er sang in der Kantorei der Bayreuther Stadtkirche Heilig Dreifaltigkeit und im Konzertchor der Bayreuther Hochschule für evangelische Kirchenmusik.
Ebenso begeisterte er sich für sportliche Aktivitäten, zu denen auch Schach gehörte.
Unter anderem als Mitherausgeber der Zeitschrift für Sport und Recht (SpuRt) sowie eines sportrechtlichen Praxishandbuchs arbeitete er intensiv bis kurz vor seinem Tod.

## Veröffentlichungen (Auswahl)
- Mit Hans Josef Kullmann, Karlheinz Stöhr und Gerald Spindler: Produzentenhaftung, Erich Schmidt Verlag, Berlin 2019
- Als Hrsg.: Das Anti-Doping-Gesetz. Deutsche Vereinigung für Sportrecht e. V. (Konstanzer Arbeitskreis), Richard Boorberg Verlag, 2016. (Erschienen nach Inkrafttreten des Anti-Doping-Gesetzes im Jahr 2015)[5]
- Mit Jochen Fritzweiler und Thomas Summerer: Praxishandbuch Sportrecht, Verlag C.H.BECK, 4. Auflage München 2020, ISBN 978-3-406-73187-7
- Das „dritte Geschlecht“ im Sport. In: Zeitschrift für Sport und Recht 2018, S. 1
- Überblick über das italienische Sportrecht. In: Zeitschrift für Sport und Recht 2015, S. 235
- Schiedsgerichtsverfahren vor dem TAS in (Sport)-Arbeitssachen. In: Zeitschrift für Sport und Recht 2006, S. 137
- Sportrecht von A–Z. Beck-Rechtsberater im Deutschen Taschenbuch-Verlag (dtv), München 1995, Original-Ausgabe
- Als Mitherausgeber: Zeitschrift für Sport und Recht (SpuRt), seit 1994, ISSN 0945-3873, https://rsw.beck.de/zeitschriften/spurt
- Produkthaftung in Europa: Probleme im deutsch-österreichischen Handel. Online-Ressource
- Fachinformationsdienst für internationale und interdisziplinäre Rechtsforschung Staatsbibliothek zu Berlin – Preußischer Kulturbesitz, 1989. Online Ressource
- Rechtsangleichung in der EWG. In: Stand und Perspektiven des Europäischen Gemeinschaftsrechts. Symposium 17-21 Oktober 1990. Herausgegeben von Bilge und Firat Öztan. Veranstaltet von der Universität Ankara und dem Deutschen Kulturinstitut Ankara. Ankara 1991, S. 99–140.
- Produkthaftung in Europa: Probleme im deutsch-österreichischen Handel. Saarbrücken: Europa-Institut, 1989
- Das technische Geheimnis. Know-how als Vermögensrecht. Verlag C.H.BECK, München 1974 (zugl. jur. Habil. München 1973)
- „Bratkartoffelverhältnis“ für abgeordnete Beamte. (Glosse) In: Juristen Zeitung. Band 28, Nr. 19, 1973, S. 638.[6]
- Das Zustandekommen von Kaufverträgen zwischen Abwesenden in der Rechtsvereinheitlichung. Würzburg, 1963 (Dissertation)

## Über Bernhard Pfister (Auswahl)
- Wolfgang Brehm: Bernhard Pfister zum 70. In: Zeitschrift für Sport und Recht 2004, S. 133
- Matthias Hoffmann: Bernhard Pfister, das Know-how und das BilMoG. In: Zeitschrift für Sport und Recht 2009, S. 134
- Thomas Summerer: In memoriam Bernhard Pfister. In: Zeitschrift für Sport und Recht 2019, S. 98